# Glicerolo deidrogenasi
La glicerolo deidrogenasi è un enzima appartenente alla classe delle ossidoreduttasi, che catalizza la seguente reazione:
glicerolo + NAD+ ⇄ glicerone + NADH + H+
L'enzima agisce anche sul propano-1,2-diolo.